# Орден Великого Бадра
Великая цепь Бадра — высшая государственная награда королевства Саудовская Аравия.

## История
Орден Бадра был учреждён 20 марта 1971 года королём Саудовской Аравии Фейсалом, как высшая государственная награда.
Орден посвящён битве при Бадре — первом крупном сражение между мусульманами и курайшитами, произошедшедшем во втором году по хиджре семнадцатого числа месяца Рамадан в пятницу утром 17 марта 624 гг. в Хиджазе (запад Аравийского полуострова), которое стало фактически поворотным пунктом в их борьбе против курайшитов.

## Статут
Орден Бадра зарезервирован за особами королевской крови, монархами и принцами, главами государств, исповедующих Ислам.

## Описание
Цепь состоит из восемнадцати золотых звеньев в виде двух пальмовых ветвей с наложенными на них двумя саблями. Центральное звено в виде герба Саудовской аравии — две сабли, над ними пальмовые ветви. Знак ордена представляет из себя семиконечную звезду зелёной эмали с белой окантовкой. В центре медальон с девизом на арабском языке «ا إله إلا الله محمد رسول الله» (Нет Бога, кроме Аллаха, и Мухаммад — посланник Его).

## Награждённые
Среди награждённых орденом Великого Бадра:
- Нурсултан Назарбаев — президент Республики Казахстан
- Джабер III — эмир Кувейта